# Сенді Ві
Сенді Джуліен Вільгельм (нар. 22 квітня 1975р.) — відомий під псевдонімом Сенді Ві, французький продюсер й автор пісень. Здобув комерційне та критичне визнання будучи співпродюсером Rihanna "Only Girl (In the World)", Кеті Перрі “Firework” та восьми пісень з альбому Давід Гета One Love. Був бас виконавцем у різних джаз-, рок- та панк-групах. До того як здобути визнання у ролі андерграундового ді-джея на французькій сцені. Зараз він проживає у Нью-Йорку.
Сенді Ві виграв премію 2011 Grammy Awards у категорії "Найкращий танець у кліпі"(Best Dance Recording ) відомої барбадоської виконавиці Rihanna "Only Girl (In the World)". Він був також номінований у категорії "Найкращий альбом року" за альбом Кеті Перрі Teenage Dream.

## Ранній успіх
Сенді Ві був ді-джеєм на вечірці “Fuck Me I'm Famous”, коли Давід Гета підійшов до нього після набору і сказав, наскільки йому сподобалася композиція Bleep. Два продюсери подружились і пішли в студію для запису пісні, яка згодом стане хітом “On The Dancefloor” Will.i.am. Однак, за словами Ві, "ми зрозуміли, що не тільки добре працювали разом, а й швидко ... Ми вважали, що немає причин зупинятися, тому просто продовжували". Це дало можливість Ві стати співпродюсером восьми пісень всесвітньо успішного рекорду Гетти One Love.

## Останні роботи
Після успіху з One Love, Ві став популярним в поп-музиці. Пізніше працював з норвезьковою продюсерською компанією Stargate, про першу зустріч з якою Сенді згадував у 2009 році : "Я відтворював їх у кількох мелодіях, над якими я працював тоді, і вони дуже раділи, що працювали разом зі мною ". Перший трек, над яким працювала група, згодом був поміщений з Sean Kingston.
"Stargate" і Ві продовжували працювати разом, випускаючи хіти для Кеті Перрі ("Firework"), Ріанни ("Only Girl (In the World)" “S&M”) , Ne-Yo (“Beautiful Monster”), Брітні Спірс (“Selfish”) та інших. Сьогодні Сенді живе в Нью-Йорку, де продовжує записувати хіти для таких відомих виконавців, як Taio Cruz, Pitbull, Селена Гомес, Nikki Williams.

## Number One Records
2009: Давід Гета feat. Akon - "Sexy Bitch"
2010: Ріанна - "Only Girl (In the World)"
2010: Кеті Перрі - "Firework"
2011: Ріанна - "S&M"

## Премії Греммі та номінації
2011: Best Dance Recording, Ріанна - "Only Girl (In the World)" (Переможець)
2012: Record of the Year, Кеті Перрі - "Firework" (Номінований)
2012: Альбом року, Ріанна - "Loud" (Номінований)
2012: Best Dance/Electronica Album, Давід Гета - "Nothing But the Beat" (Номінований)

## Пісні та дискографія
| Рік  | Виконавець               | Альбом                 | Пісня                             |
| ---- | ------------------------ | ---------------------- | --------------------------------- |
| 2009 | David Guetta             | One Love               | "Gettin' Over"                    |
| 2009 | David Guetta             | One Love               | "Sexy Bitch"                      |
| 2009 | David Guetta             | One Love               | "On the Dancefloor"               |
| 2009 | David Guetta             | One Love               | "Missing You"                     |
| 2009 | David Guetta             | One Love               | "One Love"                        |
| 2009 | David Guetta             | One Love               | "I Wanna Go Crazy"                |
| 2009 | David Guetta             | One Love               | "If We Ever"                      |
| 2010 | Тайо Круз                | Rokstarr               | "Higher"                          |
| 2010 | Кеті Перрі               | Teenage Dream          | "Firework"                        |
| 2010 | Akon                     | Stadium                | "Angel"                           |
| 2010 | Ріанна                   | Loud                   | "S&M"                             |
| 2010 | Ріанна                   | Loud                   | "Only Girl (In the World)"        |
| 2010 | Ne-Yo                    | Libra Scale            | "Beautiful Monster"               |
| 2010 | Sean Kingston            | Single                 | "Party All Night (Sleep All Day)" |
| 2010 | Kelly Rowland            | Here I Am              | "Commander"                       |
| 2010 | Pitbull (feat. T-Pain)   | Planet Pit             | "Hey Baby (Drop It to the Floor)" |
| 2011 | Алексіс Джордан          | Alexis Jordan          | "Good Girl"                       |
| 2011 | Алексіс Джордан          | Alexis Jordan          | "Hush Hush"                       |
| 2011 | Ніколь Шерзінгер         | Killer Love            | "Wet"                             |
| 2011 | Брітні Спірс             | Femme Fatale           | "Selfish"                         |
| 2011 | David Guetta             | Nothing But the Beat   | "Where Them Girls At"             |
| 2011 | Bella                    | Single                 | "Nobody Loves Me"                 |
| 2011 | Selena Gomez & the Scene | When the Sun Goes Down | "Middle of Nowhere"               |
| 2011 | Леона Льюїс              | Single                 | "Collide"                         |
| 2013 | Ніколь Шерзінгер         | Single                 | "Boomerang"                       |
| 2013 | Nikki Williams           | Single                 | "Glowing"                         |
| 2013 | Pia Toscano              | Single                 | "Make You A Man"                  |
| 2014 | Enrique Iglesias         | Sex and Love           | "Physical"                        |
| 2014 | Enrique Iglesias         | Sex and Love           | "3 Letters"                       |

## Зовнішні посилання
- Сенді Ві у соцмережі «Твіттер»
- Sandy Vee at Discogs